# Julija Kozik
Julija Sergejevina Kozik (ryska: Юлия Сергеевна Козик), född 17 februari 1997 i Dolgoprudnyj, är en rysk basketspelare. 
Kozik deltog vid olympiska sommarspelen 2020 och var en del av ryska olympiska kommitténs lag som tog silver i tremannabasket.